# 38 Lyncis
38 Lyncis, som är stjärnans Flamsteed-beteckning är en multipelstjärna i den södra delen av stjärnbilden Lodjuret. Den har en kombinerad skenbar magnitud på ca 3,82 och är svagt synlig för blotta ögat där ljusföroreningar ej förekommer. Baserat på parallaxmätning inom Hipparcosuppdraget på ca 27,8 mas, beräknas den befinna sig på ett avstånd på ca 117 / 133 ljusår (ca 36 /41 parsek) från solen. Den rör sig bort från solen med en heliocentrisk radialhastighet av ca 4 km/s.

## Egenskaper
Primärstjärnan 38 Lyncis A är en blå till vit stjärna i huvudserien av spektralklass A1 V Den har en massa som är ca 1,9 solmassor, en radie som är ca 3,1 solradier och utsänder ca 32 gånger mera energi än solen från dess fotosfär vid en effektiv temperatur på ca 8 900 K.
38 Lyncis är en trippelstjärna som i ett mindre teleskop kan upplösas i två komponenter - en ljusare blåvit stjärna av magnitud 3,9 och en svagare stjärna av magnitud 6,1 som har beskrivits som lila till blåvit. Paret har en vinkelseparation av 2,6 bågsekunder och en uppskattad omloppsperiod av 429 år. Den svagare komponenten är i sig själv en snäv dubbelstjärna som bara kan upplösas med hjälp av speckelinterferometri. De två hade 1993 en vinkelseparation av 0,06 bågsekunder och 0,237 bågsekunder år 2008, och har en uppskattad omloppsperiod på 2,1 år. Ytterligare en svag stjärna, 38 Lyncis E separerad med 100 bågsekunder, är en följeslagare med gemensam egenrörelse. Två andra svaga följeslagare är listade i flera stjärnkataloger som komponenter C och D, men är orelaterade bakgrundsobjekt.